# Пакациан
Вижте пояснителната страница за други личности с името Пакациан.
Тиберий Клавдий Марин Пакациан (на латински: Tiberius Claudius Marinus Pacatianus) e узурпатор на римския престол през 248/249 г. Генерал на войските по Дунав, преди това е сенатор, легат на легион в Мизия.
Пакациан е един от многото римски войници, които през 248/249 г., към края на управлението на император Филип Араб, искат за себе си длъжността на римски император. Недоволни от Филип и неспособността на назначените от него военачалници, армиите край Дунав издигнали Тиберий Клавдий Марин Пакациан за претендент, въпреки неговото първоначално нежелание.
Филип изпраща бъдещия император Деций, за да преговаря с Пакациан, обаче преди да дойде изпратеният генерал при Пакациан, той вече е убит от собствените му войници в Мизия.
От него за спомен ни остават малък брой монети, които изсича с името си, и днес при аукциони имат много високи цени. Монетите му носят надписа „Година 1001“, което отнася бунта към 249 г.